# Paul-Adrien Gouny
Paul-Adrien Gouny, né le 8 mai 1852 à Neauphle-le-Château (aujourd'hui dans le département des Yvelines) et mort le 14 avril 1926 à Gagny (Seine-Saint-Denis), est un architecte français.
Il est surtout connu comme architecte de la Compagnie des chemins de fer de l'Est à laquelle il a fourni des plans utilisés pour la construction de nombreuses gares.

## Biographie
Né Paul Adrien Laplace, il est reconnu par son père Pierre Adrien Gouny lorsque ce dernier épouse Appoline Alexandrine Laplace, sa mère, ouvrière en linge, le 6 août 1853,. 
Il est formé à l'École nationale des Beaux arts de Paris qu'il fréquente de 1870 à 1879 et où il est l'élève d'Honoré Daumet.
En 1878, il est inspecteur des travaux à l'Exposition universelle. 
Il est architecte de la Compagnie des chemins de fer de l'Est de 1877 à 1904.
Son agence est installée au n° 146 rue du Faubourg Saint-Denis (Paris, 10e arrondissement).
Il meurt le 14 avril 1926 à Gagny.

## Réalisations
- 1877-1879 : gare de Plombières-les-Bains (Vosges)[3],[5].
- 1879 : gare de Luxeuil-les-Bains (Haute-Saône)[6].
- 1887-1888 : bureaux du no 144 de la rue du Faubourg-Saint-Denis (Paris, 10e arrondissement)[7], à côté de la gare de Paris-Est. Il s'agit d'un ensemble très imposant réalisé en grande partie en intérieur d’îlot autour d'une cour intérieure et comportant une traversée piétonne[8].
- 1889-1890 : hôtel particulier au no 9 rue Fortuny (Paris, 17e arrondissement) pour M. Benjamin Morel ; actuellement occupé par le Lycée professionnel Mariano Fortuny[9],[10].
- 1892-1895 : gare de Toul (Meurthe-et-Moselle)[11].
- 1902 : gare de Crécy-la-Chapelle (Seine-et-Marne).
- 1902 : gare de Couilly-Saint-Germain-Quincy (Seine-et-Marne).
- 1904 : gare de Saint-Dié (Vosges)[3],[12].
- 1905 : gare de Gérardmer (Vosges)[3]
- 1905 : gare d'Homécourt (Meurthe-et-Moselle)[13].
- gare de La Villette[Laquelle ?].

Quelques gares de Paul-Adrien Gouny
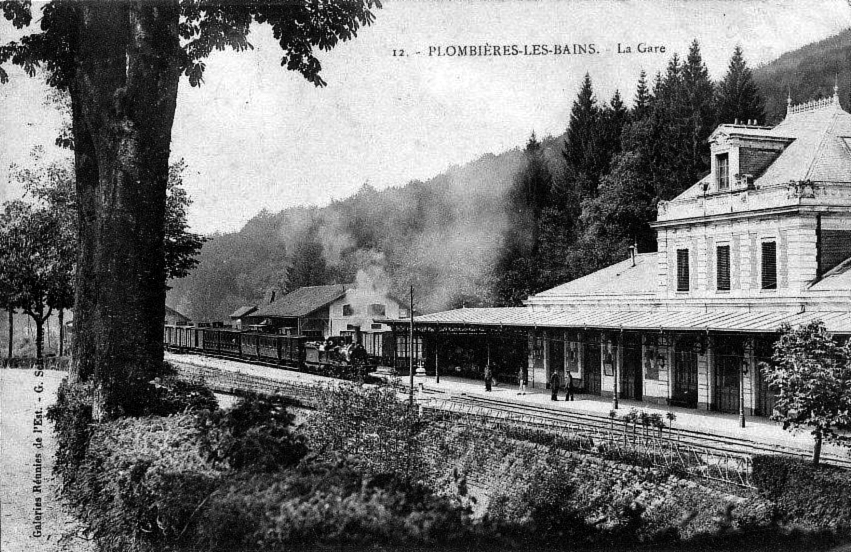
Gare de Plombières-les-Bains (Vosges).
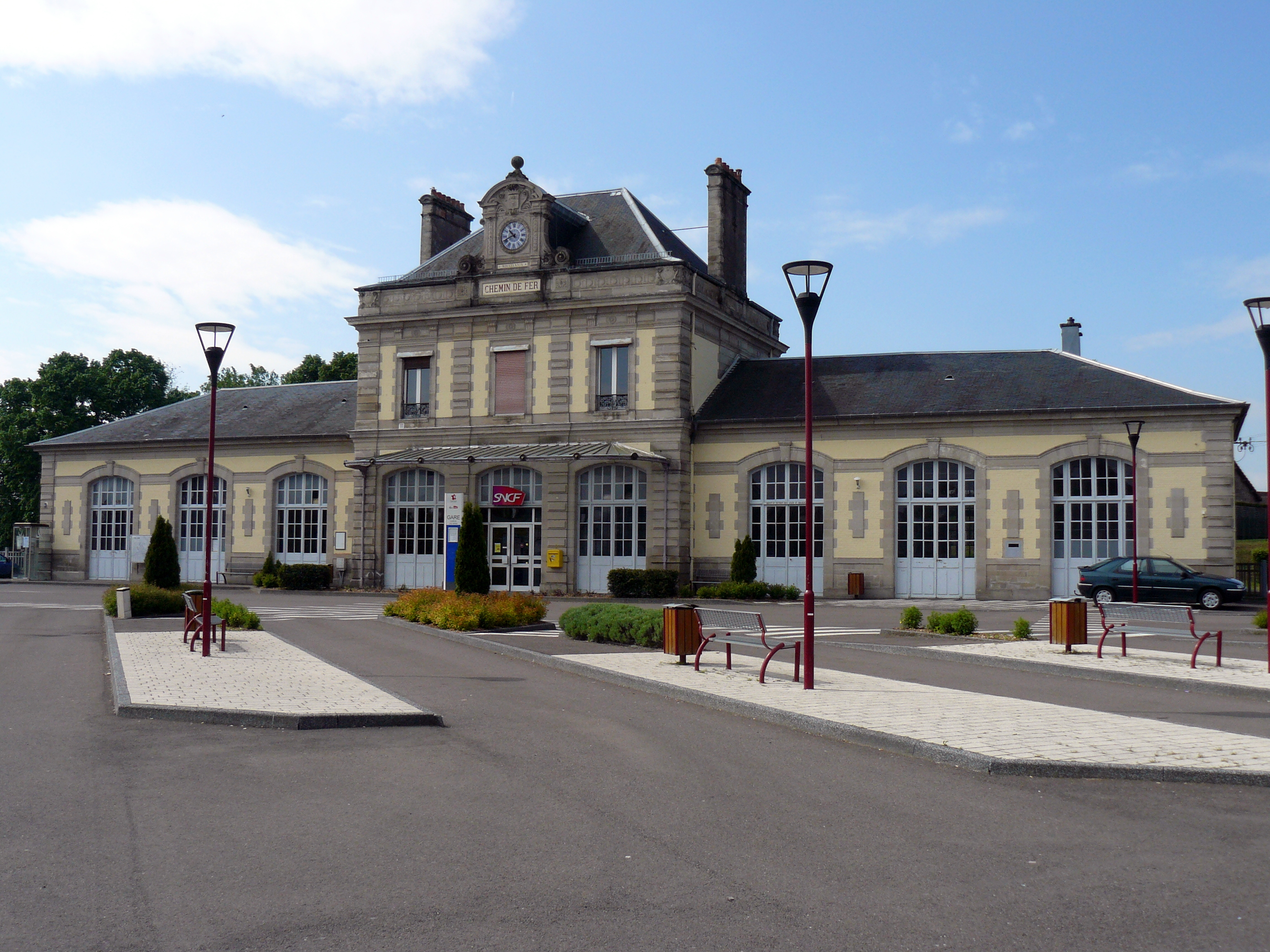
Gare de Luxeuil-les-Bains (Haute-Saône).
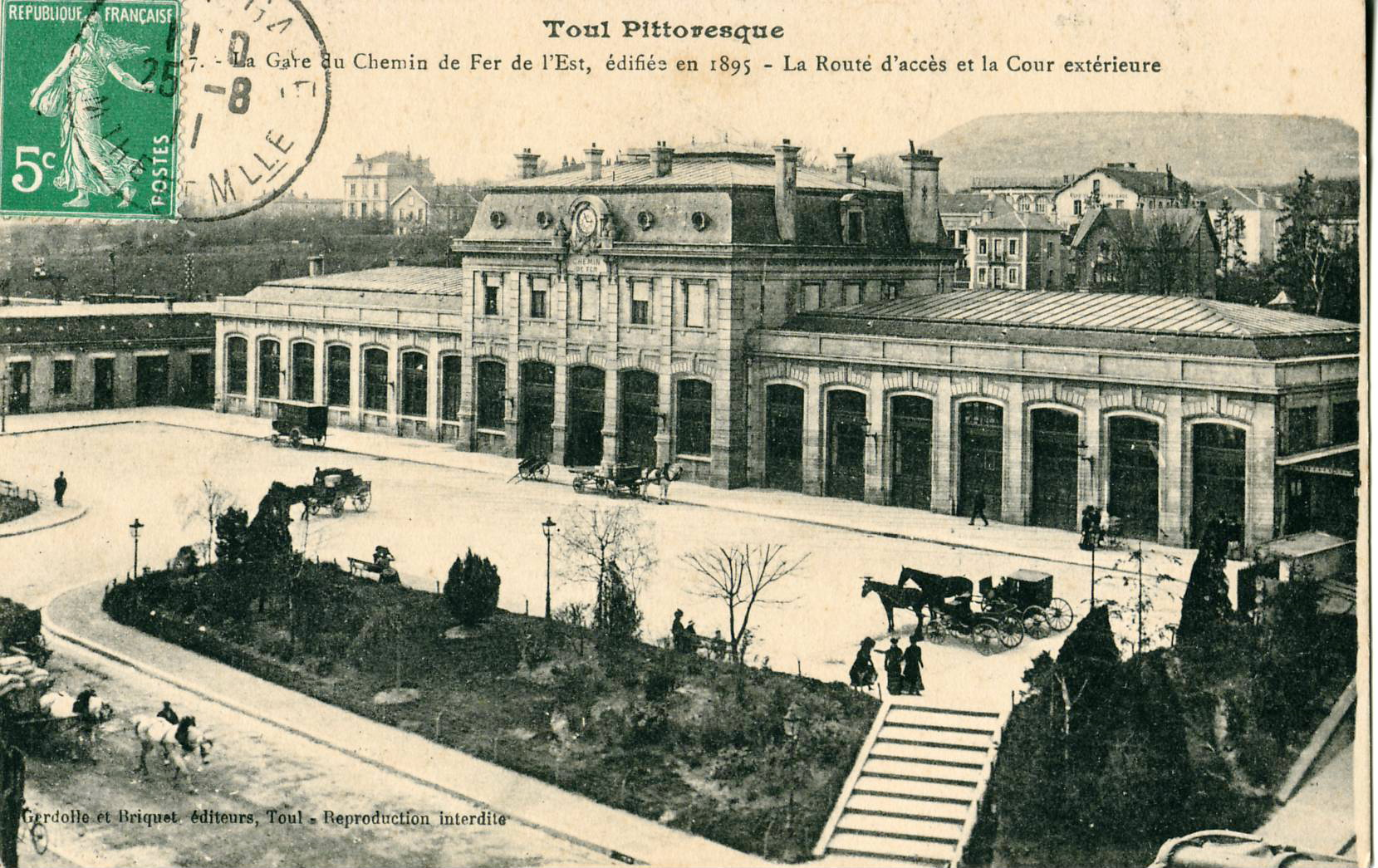
Gare de Toul (Meurthe-et-Moselle).
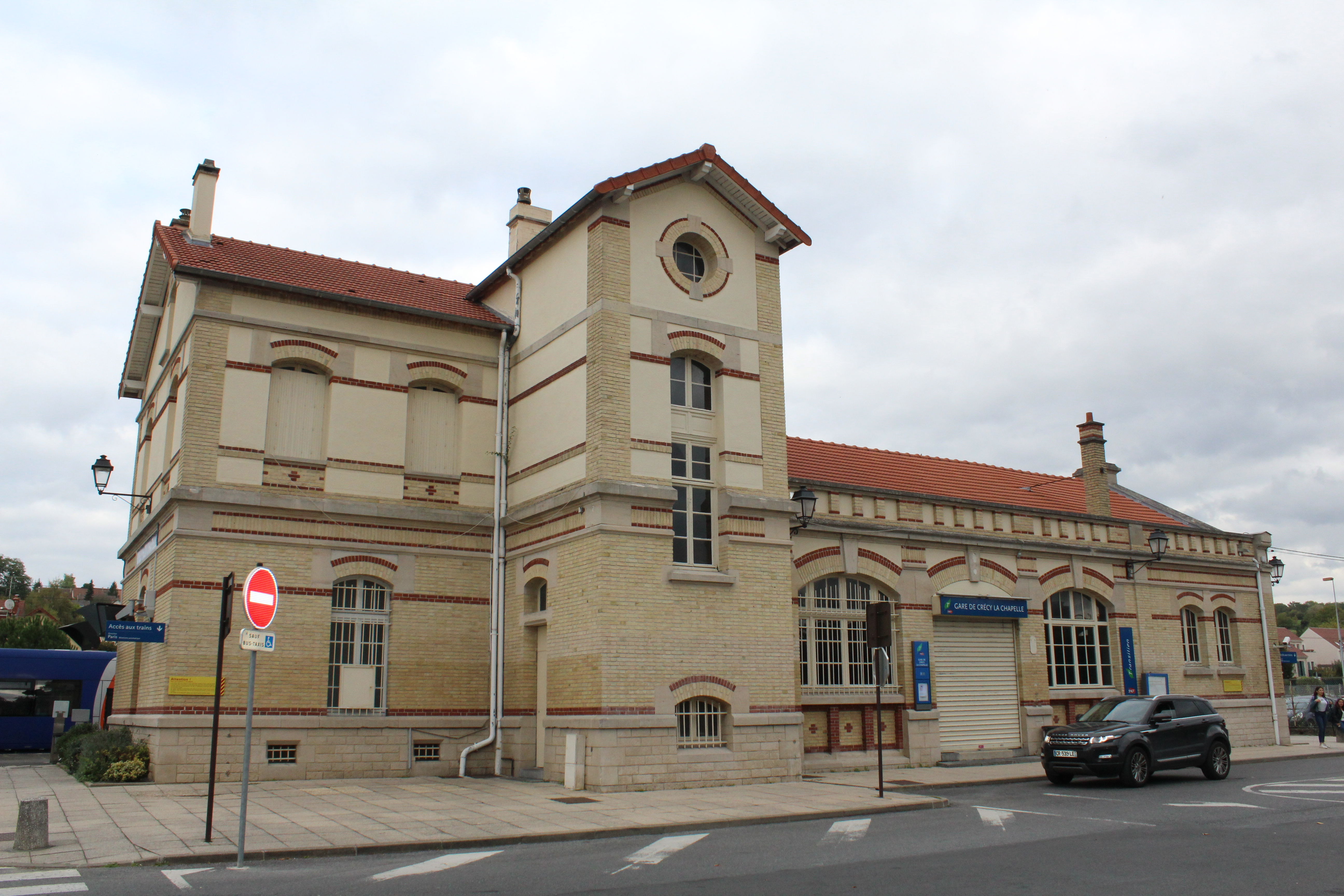
Gare de Crécy-la-Chapelle (Seine-et-Marne).
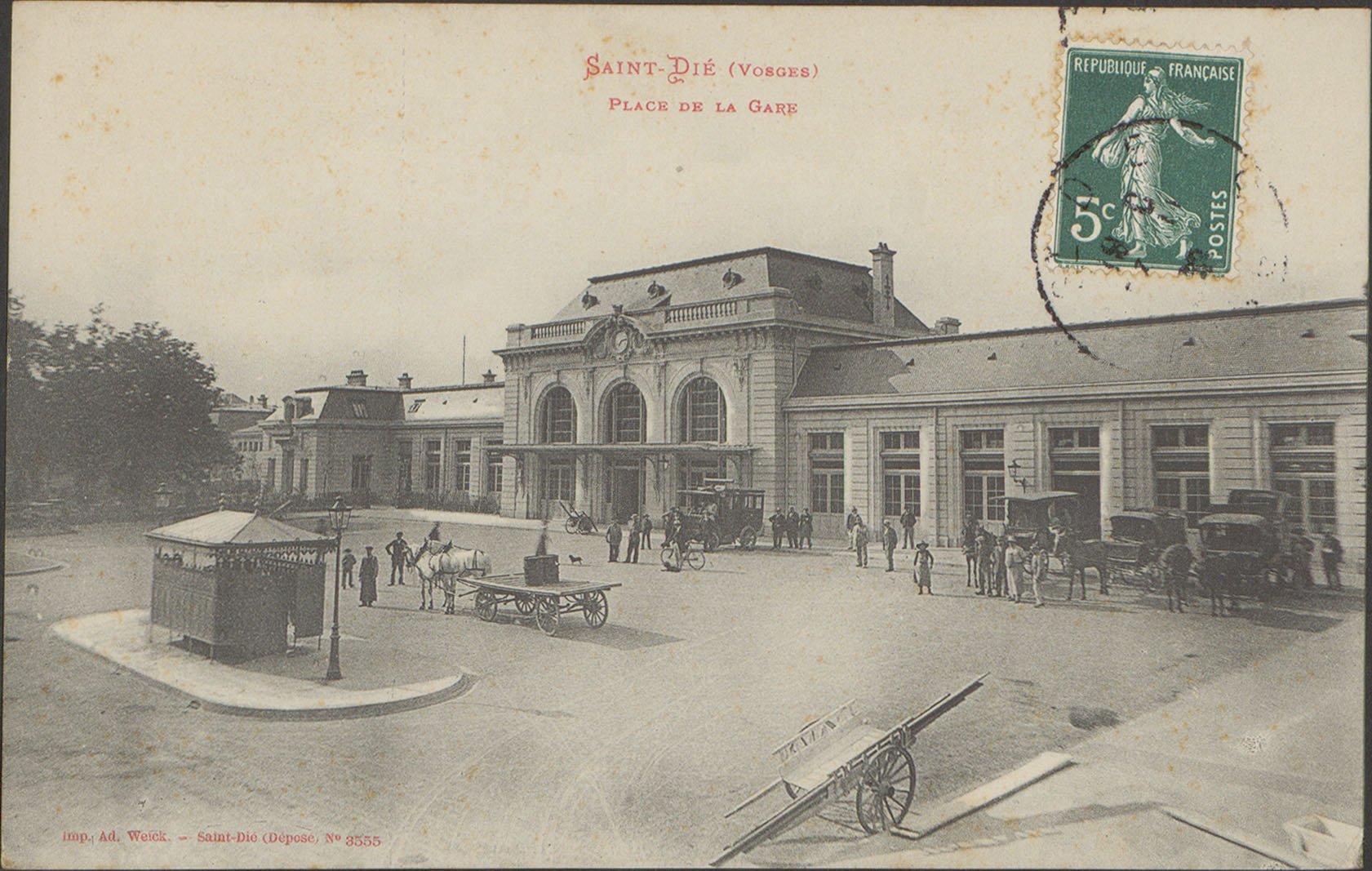
Gare de Saint-Dié-des-Vosges (Vosges).
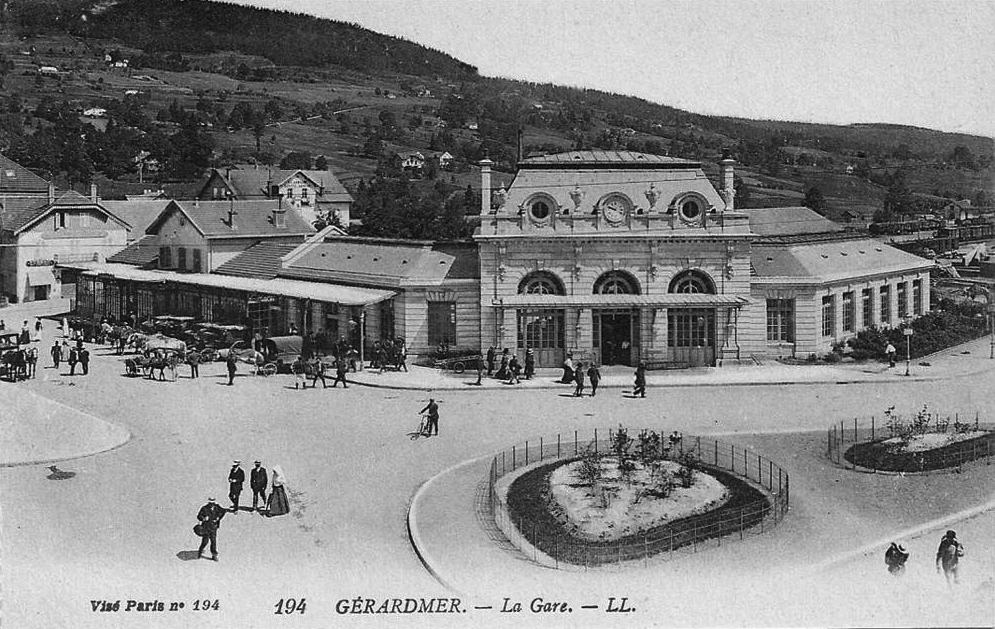
Gare de Gérardmer (Vosges), aujourd'hui détruite.

Les gares, haltes et maisons de garde « type 1903 », inspirées de la gare de Crécy sont construites durant une trentaine d'années. Après la Première Guerre mondiale, une version simplifiée en est développée pour la reconstruction des bâtiments détruits durant le conflit.